# Anzac Peak
Der Anzac Peak ist ein vereister, 715 m hoher Berg auf der Insel Heard, die zum australischen Außengebiet der Heard und McDonaldinseln gehört. Er stellt die höchste Erhebung der Laurens-Halbinsel im Nordwesten von Heard dar.
Der Berg ist erstmals auf einer Karte des US-amerikanischen Robbenfängerkapitäns H. C. Chester aus dem Jahr 1860 verzeichnet. Teilnehmer der Australian National Antarctic Research Expeditions nahmen am 25. April 1948, dem ANZAC Day, eine Vermessung vor und benannten ihn nach diesem Gedenktag.